# Paraletes timidus
Paraletes timidus är en spindelart som beskrevs av Alfred Frank Millidge 1991. Paraletes timidus ingår i släktet Paraletes och familjen täckvävarspindlar. Inga underarter finns listade i Catalogue of Life.